# Landschaftsschutzgebiet Talraum der Röhr bei Stemel
Das Landschaftsschutzgebiet Talraum der Röhr bei Stemel mit 34,4 ha Flächengröße liegt im Stadtgebiet von Sundern zwischen Sundern und Hachen im Hochsauerlandkreis. Es wurde 1993 mit dem Landschaftsplan Sundern durch den Kreistag des Hochsauerlandkreises erstmals als Landschaftsschutzgebiet (LSG) mit einer Flächengröße von 43,1 ha ausgewiesen. Bei der Neuaufstellung des Landschaftsplanes Sundern wurde es als Landschaftsschutzgebiet vom Typ C, Wiesentäler und bedeutsames Extensivgrünland, erneut ausgewiesen und deutlich verkleinert. Das LSG grenzt im Osten stets an bebaute Bereiche, z. B. Stemel, und Flächen ohne Schutzstatus, die für eine künftige Nutzung als Industriegebiet vorgesehen sind. Das LSG gehört zum Naturpark Sauerland-Rothaargebirge.

## Beschreibung
Das LSG umfasst Grünlandflächen in der Aue der Röhr und den Fluss Röhr selbst. Teilweise umfasst es nur die Röhr einschließlich der unmittelbar angrenzenden Uferzonen. Streckenweise sind restliche vorhandene Auengrünländer und Ufergehölz mit einbezogen. Nur der Bereich „Baßmannssiepen“ im Norden Stemels umfasst einen größeren Grünlandkomplex mit wertvollen Feucht- und Nassgrünlandbereichen. Diese sind ein gesetzlich geschütztes Biotop nach § 30 BNatSchG.

## Schutzzweck
Die Ausweisung erfolgte zur Sicherung und Erhaltung der natürlichen Erholungseignung und der Leistungsfähigkeit des Naturhaushaltes gegenüber den vielfältigen zivilisatorischen Ansprüchen an Natur und Landschaft. Das LSG dient der Ergänzung bzw. Pufferzonenfunktion der strenger geschützten Teile dieses Plangebietes durch den Schutz ihrer Umgebung vor Einwirkungen, die den herausragenden Wert dieser Naturschutzgebiete und Schutzobjekte mindern könnten und Sicherung der Kohärenz und Umsetzung des europäischen Schutzgebietssystems Natura 2000.

## Rechtliche Vorschriften
Wie in den anderen Landschaftsschutzgebieten vom Typ C im Stadtgebiet besteht im LSG ein Verbot, Bauwerke zu errichten. Vom Verbot ausgenommen sind Bauvorhaben für Gartenbaubetriebe, Land- und Forstwirtschaft. Die Untere Naturschutzbehörde kann Ausnahme-Genehmigungen für Bauten aller Art erteilen. Wie in den anderen Landschaftsschutzgebieten vom Typ B in Sundern besteht im LSG ein Verbot der Erstaufforstung und Weihnachtsbaum-, Schmuckreisig- und Baumschul-Kulturen anzulegen. Grünland und Grünlandbrachen dürfen nicht in Acker oder andere Nutzungen umgewandelt werden.